# 锡尔达
锡尔达，正白旗满洲人，是一名清朝政治人物。荫生出身。
锡尔达曾于乾隆三十一年接替李浚源任福州府知府一职，乾隆三十二年由蒋允焄接任。